# Iman Essa Jasim
Iman Essa Jasim (arabisch إيمان عيسى جاسم, DMG Īmān ʿĪsā Ǧāsim; * 9. Juli 1997 als Endurance Essien Udoh) ist eine bahrainische Sprinterin nigerianischer Herkunft.

## Sportliche Laufbahn
Erstmals bei einer internationalen Meisterschaft trat Iman Essa Jasim bei den Arabischen Meisterschaften 2015 in Manama an. Dort gewann sie die Bronzemedaille im 100-Meter-Lauf und wurde über 200 Meter Vierte. Im Oktober wurde sie bei den Militärweltspielen im südkoreanischen Mungyeong Sechste über 100 Meter und gewann mit der bahrainischen 4-mal-400-Meter-Staffel die Bronzemedaille. 2016 gewann sie mit der Staffel die Goldmedaille bei den Hallenasienmeisterschaften und trat im Einzelbewerb im Finale nicht mehr an. Anschließend siegte sie bei den Arabischen Juniorenmeisterschaften in Tlemcen die Goldmedaille im 400-Meter-Lauf und Silber über 100 Meter. Damit qualifizierte sie sich für die U20-Weltmeisterschaften in Bydgoszcz, bei denen sie mit 11,60 s den siebten Platz im Finale über 100 Meter erreichte. Mit der Staffel wurde sie im Vorlauf disqualifiziert. Sie qualifizierte sich auch für die Olympischen Spiele in Rio de Janeiro, bei denen sie mit 11,72 s im Vorlauf ausschied.
2017 gewann sie bei den Islamic Solidarity Games in Baku Gold mit der Staffel und belegte über 100 Meter den sechsten Platz. 2018 nahm sie an den Asienspielen in Jakarta teil und siegte dort mit der 4-mal-100-Meter-Staffel und gewann die Silbermedaille mit der 4-mal-400-Meter-Staffel hinter der indischen Mannschaft. Im Einzelbewerb über 400 Meter erreichte sie im Finale Rang sieben. Im Jahr darauf gewann sie bei den Arabischen Meisterschaften in Kairo in 12,08 s die Silbermedaille über 100 Meter und siegte mit der Staffel in 45,18 s. Kurz darauf siegte sie bei den Asienmeisterschaften in Doha in 3:32,10 min mit der 4-mal-400-Meter-Staffel und gewann mit der Kurzsprintstaffel in 43,61 s die Bronzemedaille hinter den Mannschaften aus China und Kasachstan. Zudem belegte sie im 100-Meter-Lauf in 11,55 s den sechsten Platz.

## Persönliche Bestzeiten
- 100 Meter: 11,26 s (+1,2 m/s), 25. Juni 2016 in Almaty
- 200 Meter: 23,93 s, 26. April 2015 in Manama
- 400 Meter: 53,63 s, 19. Juni 2019 in Gandia